# Сграда на музея „Западна Македония в НОВ“
Сграда на музея „Западна Македония в НОВ“ (на македонска литературна норма: Сграда на музејот „Западна Македонија во НОВ“) е музейна сграда в центъра на град Кичево, Северна Македония, обявена за паметник на културата.

## Описание
Сградата на музея „Западна Македония в НОВ“ всъщност представлява комплекс от свързани помежду си три сгради, разположени на чаршийската улица „Александър Македонски“ (старо име „Маршал Тито“) в западното подножие на Китино кале. Най-старият – централният обект е построен през 1892 година. Годината на изграждане на втората сграда не е известна, но тя има същите стилови характеристики на фасадата. На третата сграда в 1972 – 1978 година е направена цялостна реконструкция, с която тя придобива същите стилови характеристики. Музеят има приземие и етаж. Отвън е профилиран в стила на късния неокласицизъм от края на XIX – началото на XX век. Главната – чаршийската фасада в приземието има големи прозорци с полукръгъл завършек. Етажът е с по-малки правоъгълни прозорци с богата щукатурна декорация, която в горната си част оформя свод. Отворите са разделени с пиластри, а между етажите и под покрива има хоризонтален венец. На фасадата на средния обект има покривен тимпанон над балкона на етажа, в който е изписана годината 1892.
В първата сграда през септември 1943 година е разположен Главният щаб на така наречената Народноосвободителна войска и партизански отряди на Македония.